# La Cour des grands (émission de télévision)
Pour les articles homonymes, voir La Cour des grands.
La Cour des grands est une émission de télévision québécoise en dix épisodes de 45 minutes animée par Gregory Charles et diffusée du 28 septembre au 30 novembre 2008 sur le réseau TVA.
Cette émission de variétés mettait en vedette de jeunes talents (danseurs, musiciens et chanteurs) âgés entre 10 et 15 ans.

## Participants
Par ordre alphabétique
- Alexandre (musicien)
- Marie-Pier Allard (musicienne)
- Audrey-Louise Beauséjour (chant)
- Marie-Philippe Bergeron (chant)
- Marco Bocchicchio (chant)
- Kristopher Bracken (chant)
- Alexandra Casavant (chant)
- Vincent Chouinard (chant, musicien)
- William Cloutier (chant)
- Frédérique Cyr-Deschênes (chant)
- Hugo Duquette (danse)
- Isabella D'Éloize-Perron (chant, musicienne)
- Florence Faucher-Gosselin (danse)
- Sara Gagnon (danse)
- Katherina Kushniruk (danse)
- Éléonore Lagacé (chant, danse)
- Mirko Lafrenière (chant)
- Emmy Langlais (danse)
- Andréanne Laroche-Choquette (danse)
- Anthony Leblanc (danse)
- Noémie Lorzema (chant)
- Jowin Mazile (danse)
- Chloé McNeil (chant, musicienne)
- Daphnée Roux (danse)
- Audrey Saint-Ours (danse)
- Julien Siino (musicien)
- Sonia (chant)
- Carol-Anne Vézina (danse)